# NGC 1019
NGC 1019 je galaksija u zviježđu Kit.

## Vanjske poveznice
- SEDS: NGC 1019